# Jimmy Brain
James "Jimmy" Brain, född 11 september 1900 i Bristol, död 1971, var en engelsk fotbollsspelare.

## Karriär

### Arsenal
23 år gammal skrev Brain i augusti 1923 på för den Londonbaserade klubben Arsenal FC. Han spelade sin första ligamatch den 25 oktober 1924 mot Tottenham Hotspur, då han även gjorde sitt första ligamål i Arsenaltröjan. Under säsongen spelade han 28 matcher och gjorde sammanlagt 12 mål.
Fram till 1931 gjorde Brain sammanlagt 139 mål i 232 spelade matcher.

### Tottenham Hotspur
I september 1931 bytte Brain klubb till Tottenham Hotspur, vilket gör honom till en av väldigt få spelare som gått mellan norra Londons stora rivaler. Under de tre år Brain spelade i Tottenham spelade han 45 matcher och gjorde 10 mål.